# Каборга (могильник)
Каборга́ — могильник конца III — середины IV века.

## Общие сведения
Могильник Каборга расположен на берегу Березанского лимана у села Осетровка Николаевской области Украины. Частично разрушен. Является древнейшим памятником черняховской культуры в регионе.

## Исследования
Раскопки могильника проводились в 1973—1974 годах. Обнаружено 9 кремаций и 18 ингумаций. Погребальный инвентарь включал гончарную и лепную керамику, предметы быта и украшения. В особенностях захоронений и предметах прослеживаются выраженные элементы германской, позднескифской и сарматской культур. Это свидетельствует о смешанном составе населения причерноморской группы черняховской культуры.